# Phép phản chứng
Phép phản chứng hay phương pháp phản chứng (còn được goi là reductio ad absurdum, tiếng La tinh có nghĩa là "thu giảm đến sự vô lý") là một trong các phương pháp chứng minh gián tiếp. Phương pháp này chứng minh một phát biểu bằng cách cho thấy rằng kịch bản ngược lại sẽ dẫn đến một điều vô lý hoặc một sự mâu thuẫn.

## Chứng minh bằng mâu thuẫn trong toán học

### Nội dung
Phép phản chứng trong toán học thường được biết đến dưới dạng chứng minh bằng mâu thuẫn hay chứng minh bằng phản chứng. Nếu ta muốn chứng minh kết luận của bài toán là đúng thì phải chúng minh cái ngược lại với nó là sai, vậy ta giả thiết cái ngược lại với nó, và tìm một kết luận mâu thuẫn. 

### Các bước thực hiện[1]
1. Giả sử có điều trái với kết luận của bài toán.
2. Từ điều giả sử trên và từ giả thuyết của bài toán, ta suy ra điều mâu thuẫn với giả thiết hay với các kiến thức đã học.
3. Khẳng định kết luận của bài toán là đúng.

### Tác dụng
Phương pháp phản chứng có tác dụng rất lớn trong toán học. Nó rất hiệu quả với những bài toán có ít dữ kiện và khó có thể làm theo cách trực tiếp thông thường.

### Lưu ý
Một điều vô lý trong toán học thường được hiểu là một kết luận mâu thuẫn với các kiến thức đã học.

## Triết học Hy Lạp cổ đại
Reductio ad absurdum được sử dụng trong triết học Hy Lạp cổ đại. Ví dụ sớm nhất về phép phản chứng là một bài thơ châm biếm được gán với Xenophanes xứ Colophon (c. 570 – c. 475 BCE). Chỉ trích việc Homer gán các tánh xấu của con người cho thần thánh, Xenophanes phát biểu rằng con người tin rằng thần thánh có hình dạng của con người. Nhưng nếu ngựa và bò biết vẽ, chúng sẽ vẽ thần thánh giống như bò và ngựa. Nhưng thần thánh không thể có tất cả các hình dạng ấy. Do đó thần thánh không thể có hình dạng của con người. Tương tự, việc gán các đặc tính khác của con người cho thần thánh, ví dụ như các tánh xấu, cũng là sai lầm.
Các nhà toán học cổ đại Hy Lạp cũng đã sử dụng reductio ad absurdum. Euclid xứ Alexandria và Archimedes xứ Syracuse là hai ví dụ khá sớm.